# Opel Monza
La Opel Monza è un'autovettura di fascia alta prodotta dalla casa automobilistica tedesca Opel tra il 1978 e il 1986. Nel Regno Unito la vettura è stata commercializzata come Vauxhall Royale Coupé.

## Profilo e storia

### Debutto

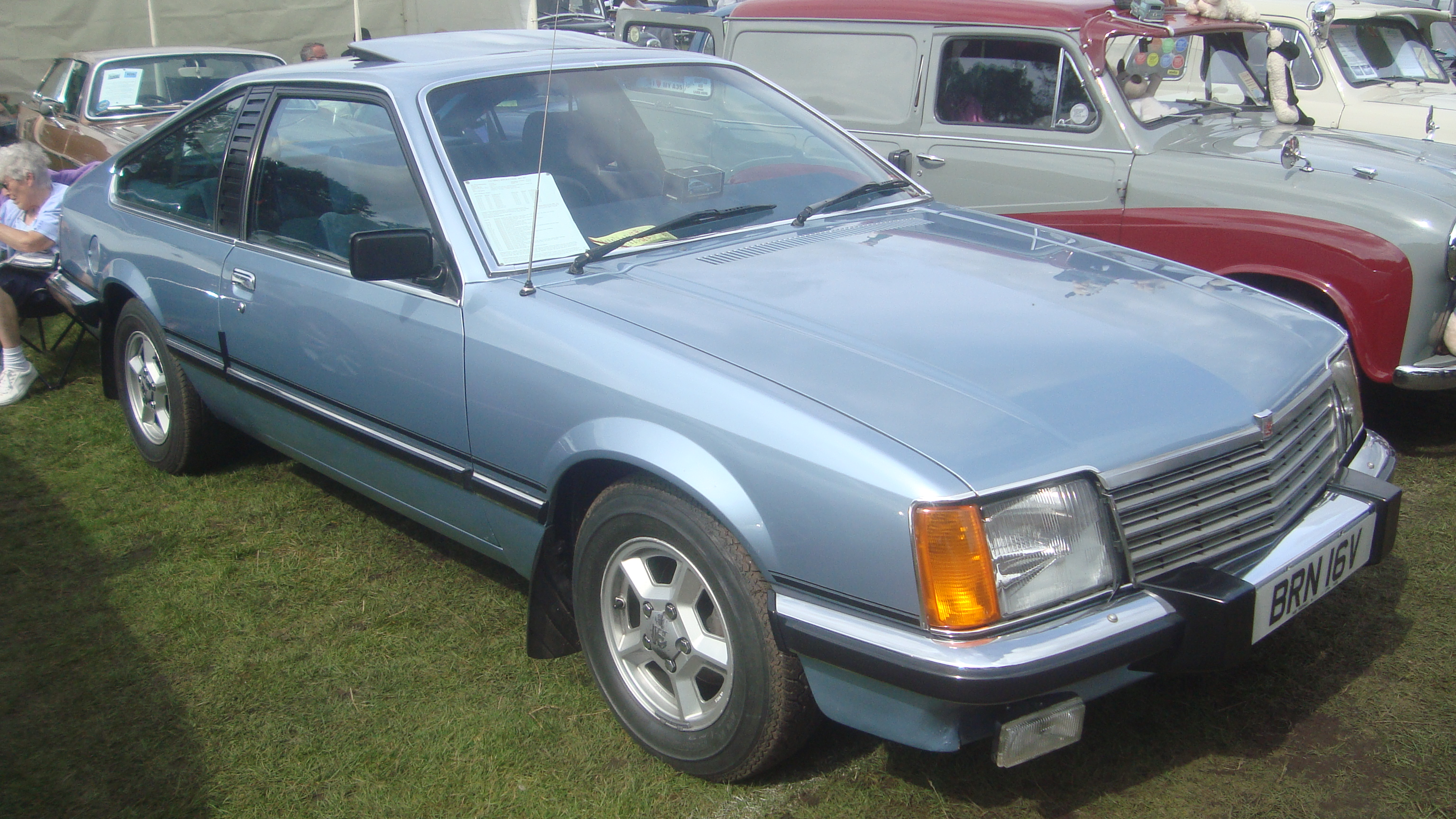
Vauxhall Royale Coupé

Con questo modello si volle sostituire in un colpo solo sia la precedente Commodore B Coupé, sia la ben più grossa Diplomat Coupé che stentava molto a imporsi in un mercato, come quello europeo, in cui predominavano cilindrate ben più ridotte a parità di prestazioni. Specialmente in un decennio difficile come gli anni '70 del secolo scorso, segnato già da una grande crisi petrolifera che ha penalizzato enormemente proprio le autovetture di grossa cilindrata.
La Monza venne presentata come prototipo nel settembre del 1977 al Salone di Francoforte, assieme al prototipo della prima Senator realizzata sulla medesima base, il cui lancio commerciale fu anch'esso previsto nel 1978. All'inizio di quell'anno, infatti, nello stabilimento di Rüsselsheim vennero prodotti 23 esemplari di preserie della Monza,  mentre la produzione vera e propria fu avviata nel maggio dello stesso anno.

### Design interno ed esterno

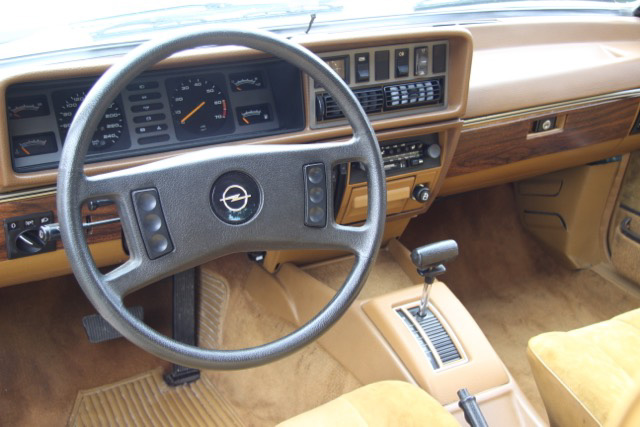
Interni

Rispetto ai due modelli che andò a sostituire, la Opel Monza si presentò con caratteristiche del tutto nuove e inedite sul piano stilistico. La vettura era caratterizzata da uno stile spigoloso in pieno stile anni '70, ma non più con un corpo vettura a tre volumi e due porte, bensì con una più moderna e pratica configurazione a due volumi e a tre porte. La vettura era infatti provvista di un vero e proprio portellone grazie al quale risultava più agevole il carico di oggetti ingombranti. Stilisticamente, la vettura proponeva un frontale a gruppi ottici trapezoidali con indicatori laterali a sviluppo verticale e con calandra nera a trama quadrettata. Fino alla base del parabrezza la Monza era quindi praticamente identica alla prima generazione della Senator, mentre lungo la fiancata la principale differenza era l'assenza delle portiere posteriori, ma anche il passo ridotto di 15 mm. Le due portiere erano comunque di maggiori dimensioni per agevolare l'accesso ai posti posteriori. Per questo il montante era solo in apparenza spostato all'indietro. Inedito il disegno del padiglione, con la zona posteriore assai spiovente e che va a chiudere lo specchio di coda appena un palmo sopra i gruppi ottici e dando luogo a un piccolo accenno di spoiler integrato nel paraurti. I gruppi ottici posteriori erano di forma rettangolare e andavano a formare una fascia unica assieme alla zona centrale in cui trovavo posto anche l'alloggiamento per la targa.
Della Senator, la Monza riprese anche parte degli interni e in particolare la plancia. La configurazione dell'abitacolo era a cinque posti, più comodi davanti e più sacrificati dietro. Il posto guida era dominato dal grande cruscotto rettangolare a sviluppo orizzontale racchiuso in una cornice che si estendeva fino alla console centrale. Il volante a quattro razze era caratterizzato da un disegno piuttosto ricercato e la selleria era rivestita in velluto.

### Struttura, meccanica e motori
La Monza era la versione coupé della Senator, di cui conservava la base meccanica e che comunque era a sua volta derivata dalla Rekord E e condivisa con l'ultima generazione della Commodore. L'architettura meccanica era a motore anteriore longitudinale e a trazione posteriore. A parte il leggero accorciamento del passo (comunque identico al quello della Rekord E), per il resto la scocca e tutta la struttura di base era derivata dalle altre due berline già citate, tranne il disegno del padiglione. Per incrementare la rigidezza strutturale della vettura, venne rinforzato in maniera particolare il montante centrale, che nella Monza svolgeva anche la funzione di roll-bar in caso di ribaltamento. La meccanica telaistica, come nella Senator, comprendeva un avantreno di tipo MacPherson, mentre il retrotreno era sempre a ruote indipendenti ma a bracci obliqui. Molle elicoidali, ammortizzatori idraulici telescopici e barre stabilizzatrici su entrambi gli assi completavano il quadro del comparto sospensivo. L'impianto frenante era a doppio circuito idraulico con servofreno optional e ripartitore di frenata di serie. Erano previsti freni a disco sulle quattro ruote, dei quali quelli anteriori erano entrobordo per ridurre le masse non sospese.
Al suo debutto, la Monza era prevista in due motorizzazioni, entrambe a 6 cilindri:
- 2.8 S: motore da 2784 cm3 con alimentazione a carburatore doppio corpo e potenza massima di 140 CV;
- 3.0 E: motore da 2968 cm3 con alimentazione a iniezione elettronica e potenza massima di 180 CV.

Il cambio era unicamente di tipo manuale a 4 marce, indipendentemente dal motore. A richiesta era possibile però ottenere un cambio automatico a 3 rapporti.

## Evoluzione
La carriera commerciale della Monza, come anche quella della Senator e dell'ultima generazione della Rekord, viene solitamente divisa in due fasi, praticamente la pre-restyling e la post-restyling, ma che nel caso della Monza e della Senator venivano e vengono ancora indicate con le sigle A1 e A2.
Il mese successivo all'avvio della produzione, ossia a giugno, la gamma venne ampliata con l'arrivo del motore da 3 litri alimentato mediante carburatore doppio corpo e con potenza massima di 150 CV. Un anno dopo, alle due varianti di trasmissione già esistenti si aggiunse anche il cambio manuale a 5 marce, anch'esso disponibile a richiesta con sovrapprezzo. Intanto però, vi fu l'avvento della seconda crisi petrolifera del decennio, fatto che comportò nuovi aumenti del prezzo del petrolio e, di riflesso, anche dei carburanti. Per questo, alla Opel si cercò una soluzione, che però arrivò solo nel maggio del 1981, quando il 2.8 di base venne sostituito da un'altra unità a 6 cilindri, ma con cilindrata ridotta a 2490 cm3, alimentazione a iniezione elettronica anziché a carburatore e con potenza scesa da 140 a 136 CV. Questo aggiornamento fu anche l'occasione per apportare alcune rivisitazioni alla dotazione e all'equipaggiamento. Così, vennero ridisegnati il cruscotto e il volante, venne migliorato il sistema di ventilazione e esternamente comparvero nuovi retrovisori esterni risagomati e un nuovo spoiler anteriore. Queste ultime due modifiche furono apportate allo scopo di ridurre il Cx. 

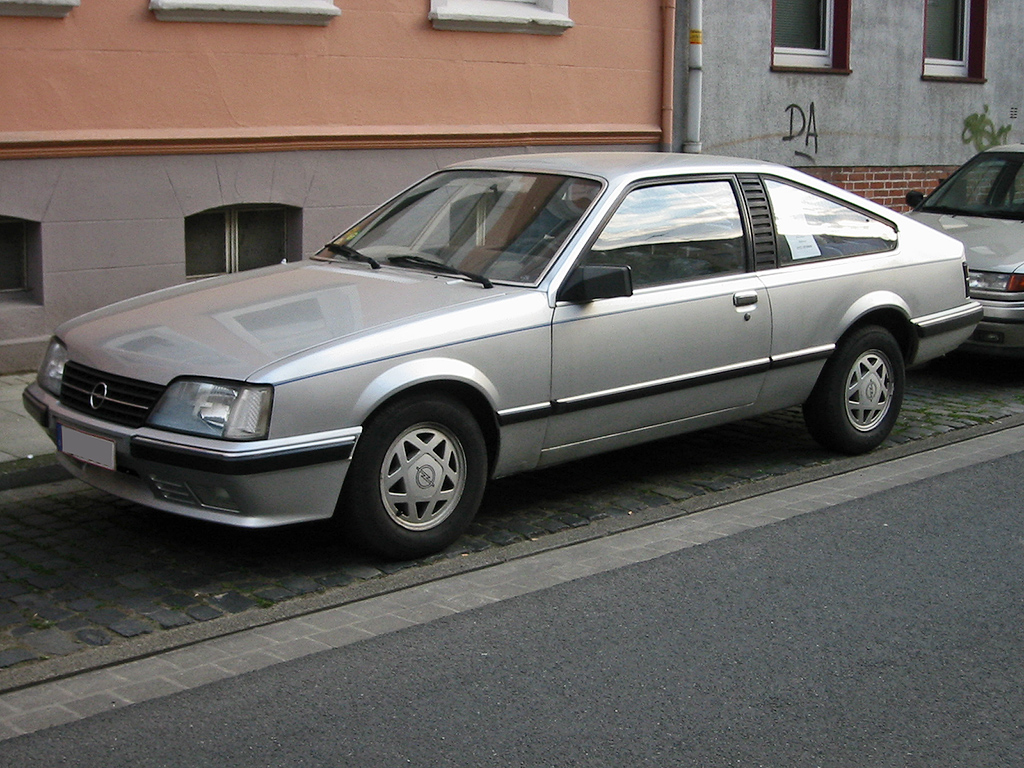
Restyling 1982

### Restyling 1982
Nel dicembre 1982, in occasione del restyling della Senator, anche la Monza venne ritoccata nel frontale, che cambiava come quello della berlina proponendo gruppi ottici dal disegno più arrotondato, nei paraurti non più in acciaio ma in plastica verniciata in tinta con la carrozzeria e negli interni, completamente rinnovati e arricchiti della scenografica strumentazione digitale. Si arrivò così alla commercializzazione della Monza A2, la cui gamma motori comprendeva solo unità a benzina alimentate a iniezione elettronica e più in dettaglio un inedito 2 litri da 115 CV e le due già note unità a 6 cilindri da 2,5 e 3 litri rispettivamente con potenze massime invariate a 136 e 180 CV.

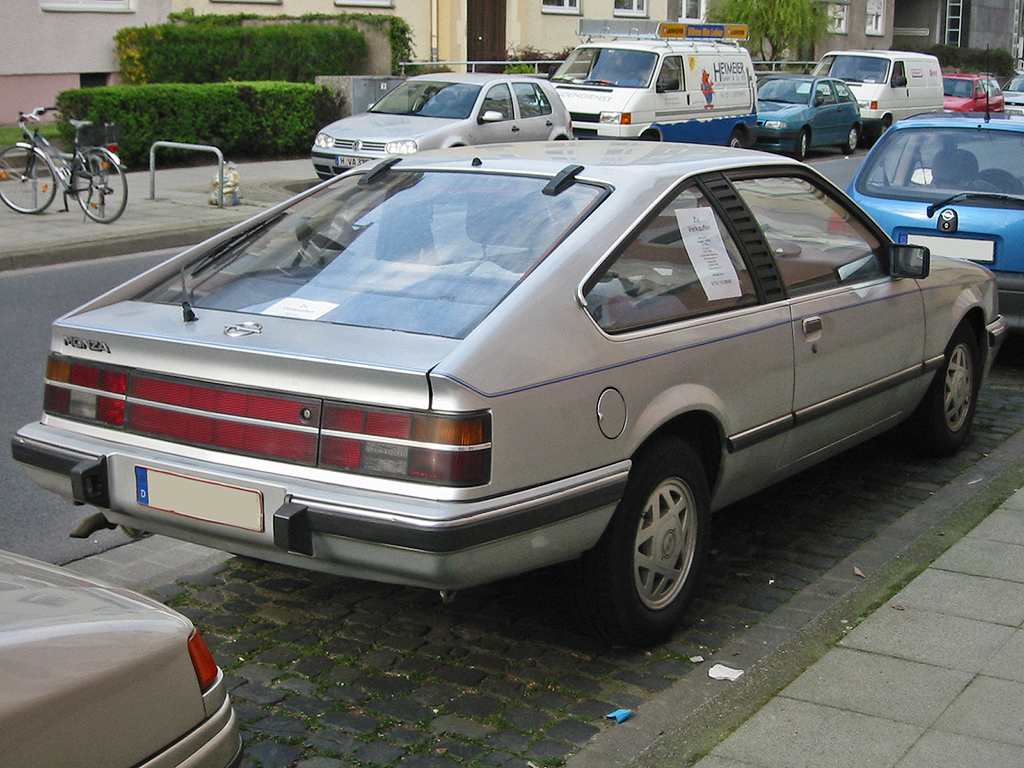
Vista posteriore

Nell'agosto del 1983 l'ABS divenne optional, mentre il mese successivo venne introdotta anche la Monza GS/E, basata sempre sulla versione con motore da 3 litri, ma dotata di un kit di carrozzeria che ne rendeva il look più grintoso e attraente e di una taratura più sportiva delle sospensioni. Tale modello era anche caratterizzato da un allestimento interno più ricco, ma anche più sportiveggiante e che comprendeva fra l'altro anche nuovi sedili Recaro. Proprio la GS/E venne ulteriormente arricchita nel febbraio 1984 con l'arrivo di una nuova strumentazione a cristalli liquidi. Nel settembre dello stesso anno, il motore da 2 litri venne sostituito da una nuova unità di pari potenza, ma con cilindrata salita a 2197 cm3 e un miglior apporto di coppia motrice. Nello stesso periodo, il motore da 2,5 litri venne rivisitato e la sua potenza salì a 140 CV. Con l'arrivo di questi due modelli mutò anche il criterio di denominazione, con la "i" che andò a sostituire la "E" in tutta la gamma. Quindi, per esempio, da 2.0 E e 2.5 E si passò a 2.2i e 2.5i. Stesso discorso anche per la versione dotata del motore da 3 litri, che divenne 3.0i. Quest'ultima versione, a partire dal settembre 1985 fu provvista del catalizzatore e la sua potenza subì un sensibile calo fermandosi ad appena 156 CV. Fu l'ultimo aggiornamento alla gamma della Monza, che nel giugno del 1986 venne tolta di produzione. Fu l'ultima coupé di fascia alta della casa di Rüsselsheim: non ve ne saranno più altre. Nel 1989 verrà introdotta la Calibra, certamente molto affascinante e moderna nelle sue linee ma appartenente a un segmento di mercato inferiore.

## Tabella riepilogativa
Di seguito vengono riepilogate le caratteristiche relative alla gamma della Opel Monza:
| Opel Monza (1978-86) |        |            |                                         |                |               |                    |                    |              |                     |                    |                    |
| Modello              | Motore | Cilindrata | Alimentazione                           | Potenza CV/rpm | Coppia Nm/rpm | Cambio/ N°rapporti | Massa a vuoto (kg) | Velocità max | Acceler. 0–100 km/h | Consumo (l/100 km) | Anni di produzione |
| 2.0 E                | 20EH   | 1979       | Iniezione elettronica Bosch LE-Jetronic | 115/5600       | 160/4200      | Manuale 4 marce    | 1.335              | 185          | 12"6                | 9,4                | 12/1982-08/1984    |
| 2.2i                 | 22E    | 2197       | Iniezione elettronica Bosch LE-Jetronic | 115/4800       | 182/2600      | Manuale 4 marce    | 1.330              | 185          | 11"5                | 8,9                | 09/1984-06/1986    |
| 2.5 E                | 25E    | 2490       | Iniezione elettronica Bosch L-Jetronic  | 136/5600       | 185/4600      | Manuale 4 marce    | 1.370              | 195          | 11"                 | 11,1               | 05-1981-08/1984    |
| 2.5i                 | 25E    | 2490       | Iniezione elettronica Bosch LE-Jetronic | 140/5200       | 205/4000      | Manuale 5 marce    | 1.370              | 202          | 10"5                | 9,9                | 09/1984-06/1986    |
| 2.8 S                | 28H    | 2784       | Carburatore doppio corpo Solex 4A1      | 140/5200       | 218/3500      | Manuale 4 marce    | 1.375              | 195          | 10"                 | 11,6               | 05/1978-04/1981    |
| 3.0 S                | 30H    | 2968       | Carburatore doppio corpo Solex 4A1      | 150/5200       | 230/3400      | Manuale 4 marce    | 1.375              | 198          | 9"5                 | 12                 | 06/1978-07/1982    |
| 3.0i Kat/ GSE Kat    | C30LE  | 2968       | Iniezione elettronica Bosch LU-Jetronic | 156/5600       | 225/4200      | Manuale 5 marce    | 1.370              | 206          | 9"5                 | 11                 | 09/1985-06/1986    |
| 3.0 E                | 30E    | 2968       | Iniezione elettronica Bosch LE-Jetronic | 180/5800       | 243/4500      | Manuale 4 marce    | 1.375              | 215          | 8"5                 | 11,8               | 05/1978-11/1982    |
| 3.0 E                | 30E    | 2968       | Iniezione elettronica Bosch LE-Jetronic | 180/5800       | 243/4500      | Manuale 5 marce    | 1.370              | 215          | 8"5                 | 10"6               | 12/1982-08/1984    |
| 3.0i                 | 30E    | 2968       | Iniezione elettronica Bosch LE-Jetronic | 180/5800       | 243/4500      | Manuale 5 marce    | 1.370              | 215          | 8"5                 | 10"6               | 09/1984-06/1986    |
| 3.0 GS/E             | 30E    | 2968       | Iniezione elettronica Bosch LE-Jetronic | 180/5800       | 243/4500      | Manuale 5 marce    | 1.370              | 215          | 8"5                 | 10"6               | 09/1983-06/1986    |

## Altri usi del nome Monza

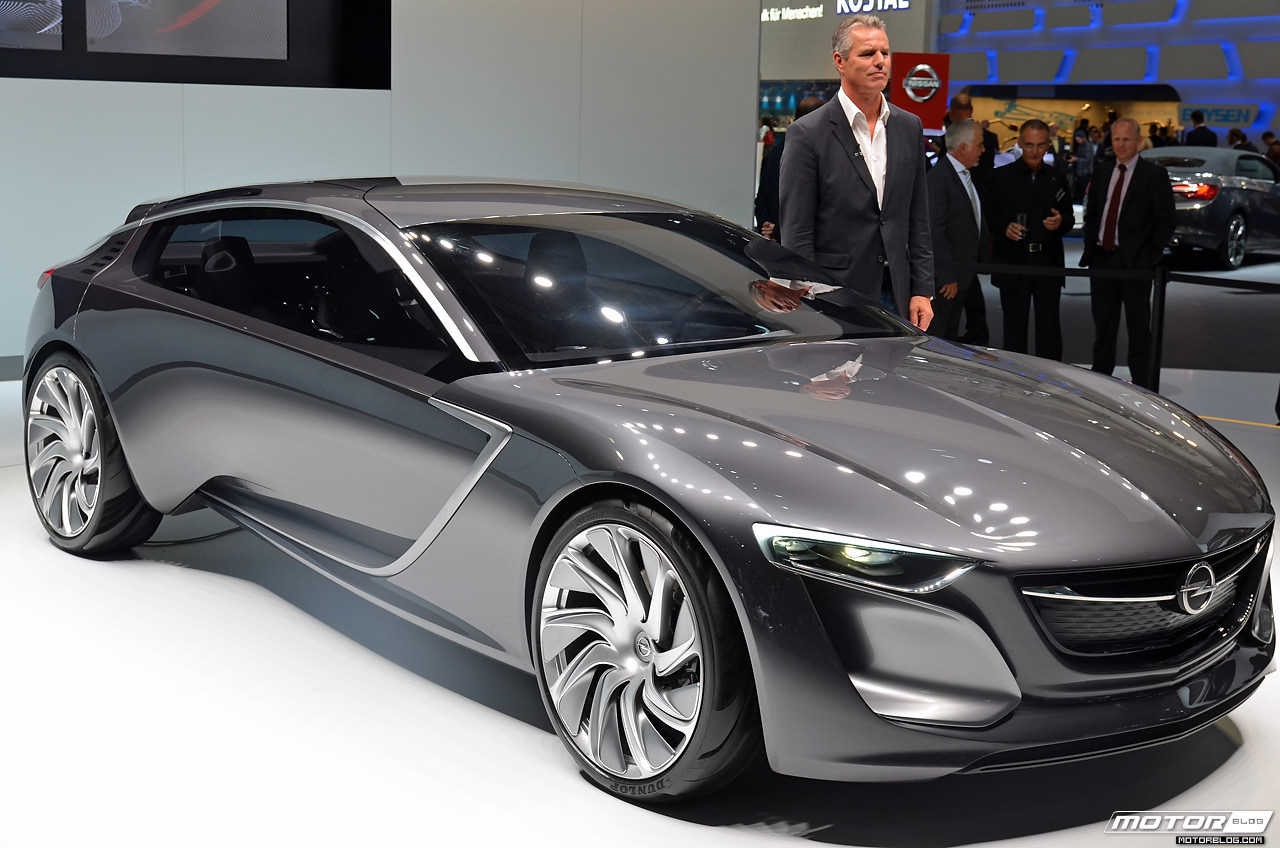
La Opel Monza Concept

L'Opel Monza non deve essere confusa con altri modelli della GM che portano lo stesso nome:
- Negli Stati Uniti è stata venduta la Chevrolet Monza, una vettura subcompact prodotta dal 1974 al 1980.
- In Brasile e Venezuela è stata venduta la Chevrolet Monza (1982-1996), versione locale dell'Opel Ascona C. Contrariamente al modello tedesco, è stato disponibile anche in versione due volumi a tre porte.
- In Sudafrica è stata venduta l’Opel Monza, versione locale dell'Opel Kadett E berlina.
- Al Salone di Francoforte del 2013 è stato presentato il prototipo ibrido Opel Monza Concept.